# Affaire du Rainbow Warrior
Pour les articles homonymes, voir Rainbow Warrior.

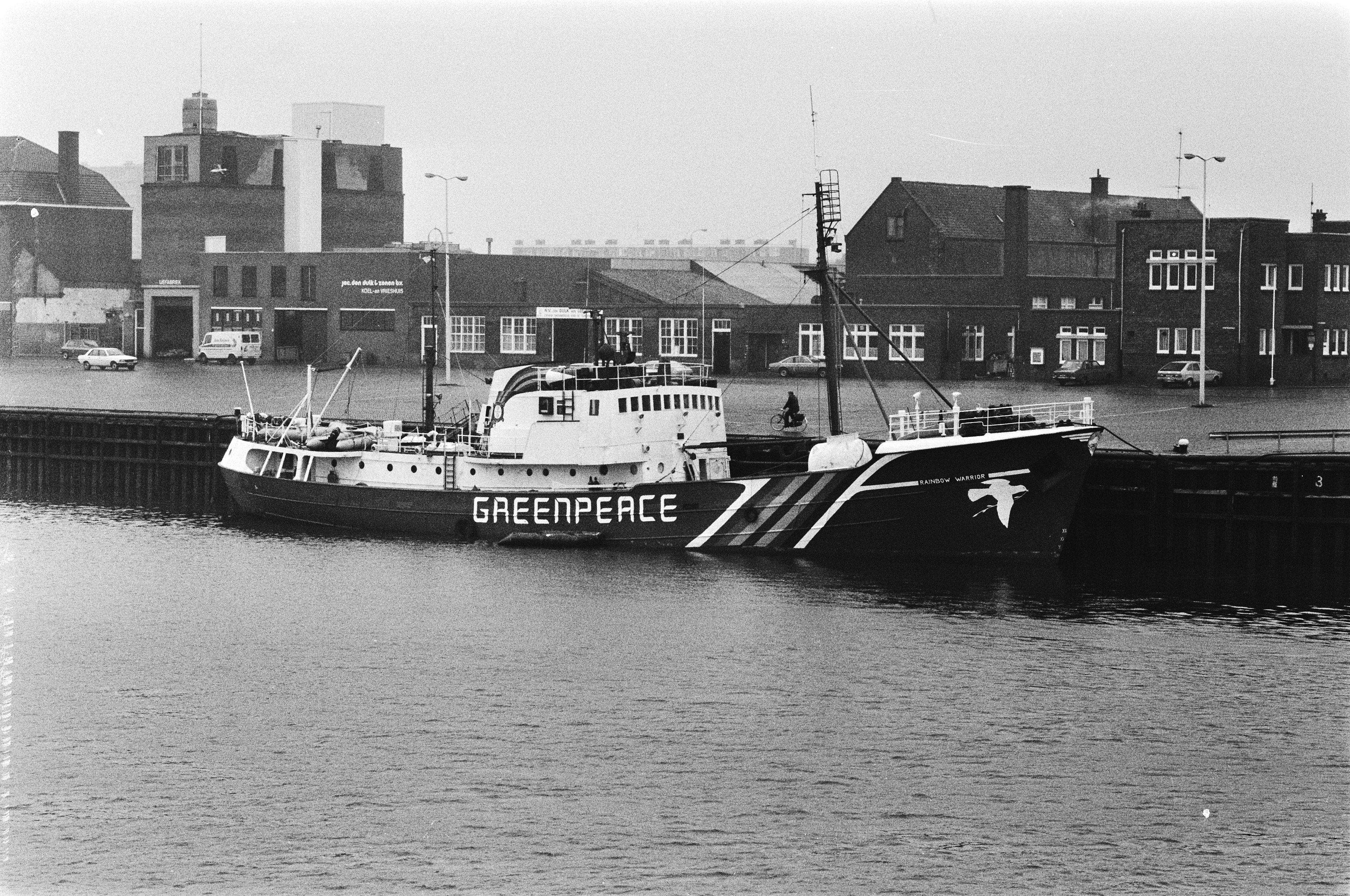
Le Rainbow Warrior à quai dans le quartier de Schéveningue, à La Haye, Pays-Bas, en 1979.

L'affaire du Rainbow Warrior est déclenchée par le sabotage du navire amiral de l'organisation écologiste Greenpeace, le Rainbow Warrior, par les services secrets français le 10 juillet 1985. Elle eut des suites médiatiques, politiques et judiciaires.
Le navire, à quai en Nouvelle-Zélande, était paré à appareiller pour l'atoll de Moruroa, où il devait gêner les essais nucléaires français pour protester contre leur tenue. L'opération de sabotage fut commanditée par le ministre de la Défense français Charles Hernu, avec l'autorisation explicite du président de la République française François Mitterrand (selon le témoignage de Pierre Lacoste, patron de la DGSE). L'opération fit un mort : Fernando Pereira, photographe, membre de l'équipage de Greenpeace.
Cet acte, qui constituait une violation de la souveraineté de l'État néo-zélandais, fut à l'origine de tensions entre les deux pays et eut des conséquences sur leurs relations politiques et économiques.

## Contexte

### Protection du nucléaire français
Le Rainbow Warrior, bateau de l'organisation écologiste Greenpeace amarré à Auckland en Nouvelle-Zélande, vise à partir avec d'autres bateaux vers l'atoll de Moruroa pour protester contre les essais nucléaires français et les gêner dans la mesure du possible. Or, en novembre 1984, plusieurs rapports parviennent au bureau du ministère de la Défense : selon les informations des autorités militaires à Papeete et d'un agent infiltré au sein de Greenpeace, l'organisation écologiste se préparerait à une campagne beaucoup plus virulente et agressive qui remettrait en cause le nucléaire français. De plus, les services secrets français soupçonnent Greenpeace d'être financée par des organisations « proches de l'appareil de propagande soviétique » et d'espionner leurs essais nucléaires.
Le 19 mars 1985, le directeur de cabinet du ministre de la Défense Charles Hernu, Patrick Careil, est convoqué par son ministre qui lui demande de préparer une opération contre le bateau. Selon le rapport confidentiel de l'amiral Lacoste, daté du 8 avril 1986 et resté secret jusqu'en juillet 2005, la mission de l'opération est d'« interdire à Greenpeace de réaliser ses projets d'intervention contre la campagne des essais nucléaires français à Mururoa, à l'été 1985 ».

### Mise en place de l'opération
L'amiral Lacoste explique que l'action contre Greenpeace a été menée avec l'accord du président François Mitterrand :

« Reçu en audience par le président de la République, le 15 mai à 18 heures, j'avais mis cette question au premier point de l'ordre du jour […]. J'ai demandé au Président s'il m'autorisait à mettre en œuvre le projet de neutralisation que j'avais étudié à la demande de Charles Hernu. Il m'a donné son accord en manifestant l'importance qu'il attachait aux essais nucléaires. Je ne suis pas alors entré dans un plus grand détail du projet, l'autorisation était suffisamment explicite. »

Cette opération est préparée par les officiers du service Action de la DGSE qui, après son échec lors des attentats de Beyrouth du 23 octobre 1983, a un nouveau chef, le colonel Jean-Claude Lesquer, prêt à relever le défi.
Les délais pour monter l'opération sont très brefs. Cinq hypothèses d'action sont proposées pour l'opération « Satanique » : envoyer une équipe médicale diagnostiquant la jaunisse chez l'équipage mis en quarantaine ; introduire dans le réservoir à combustible du bateau des bactéries mangeuses de carburant ; placer une charge explosive légère sous la coque pour endommager l'arbre d'hélice ou le gouvernail du Rainbow Warrior, l'obligeant à de lourdes réparations ; provoquer une dysenterie accidentelle pour laisser l'équipage à terre ; et enfin placer une charge explosive lourde sous la coque pour couler le navire.
Cette dernière hypothèse, jugée comme la plus radicale, est celle qui est retenue par le pouvoir politique pour que cesse l'activisme du Rainbow Warrior. L'Élysée donne l'aval à cette opération le 28 mai et le ministère de la Défense le 7 juillet. L'amiral Lacoste, directeur de la DGSE, obtempère malgré ses réserves : il aurait préféré la solution consistant à polluer le gasoil du Rainbow Warrior pour l'empêcher de prendre le large. Selon les journalistes Pierre Favier et Michel Martin-Roland, si Lacoste « avait mis sa démission en jeu, il est possible que le projet eût été abandonné, ou, à tout le moins, modifié ».
Le 8 juillet 1985, le général Saulnier signe les autorisations de crédits de la DGSE, dont 1,5 million de francs pour l'opération Greenpeace. Selon le conseiller spécial du Président, Jacques Attali, dans Verbatim, Saulnier ne signe alors qu'une autorisation de surveillance de l'association.

## Opération

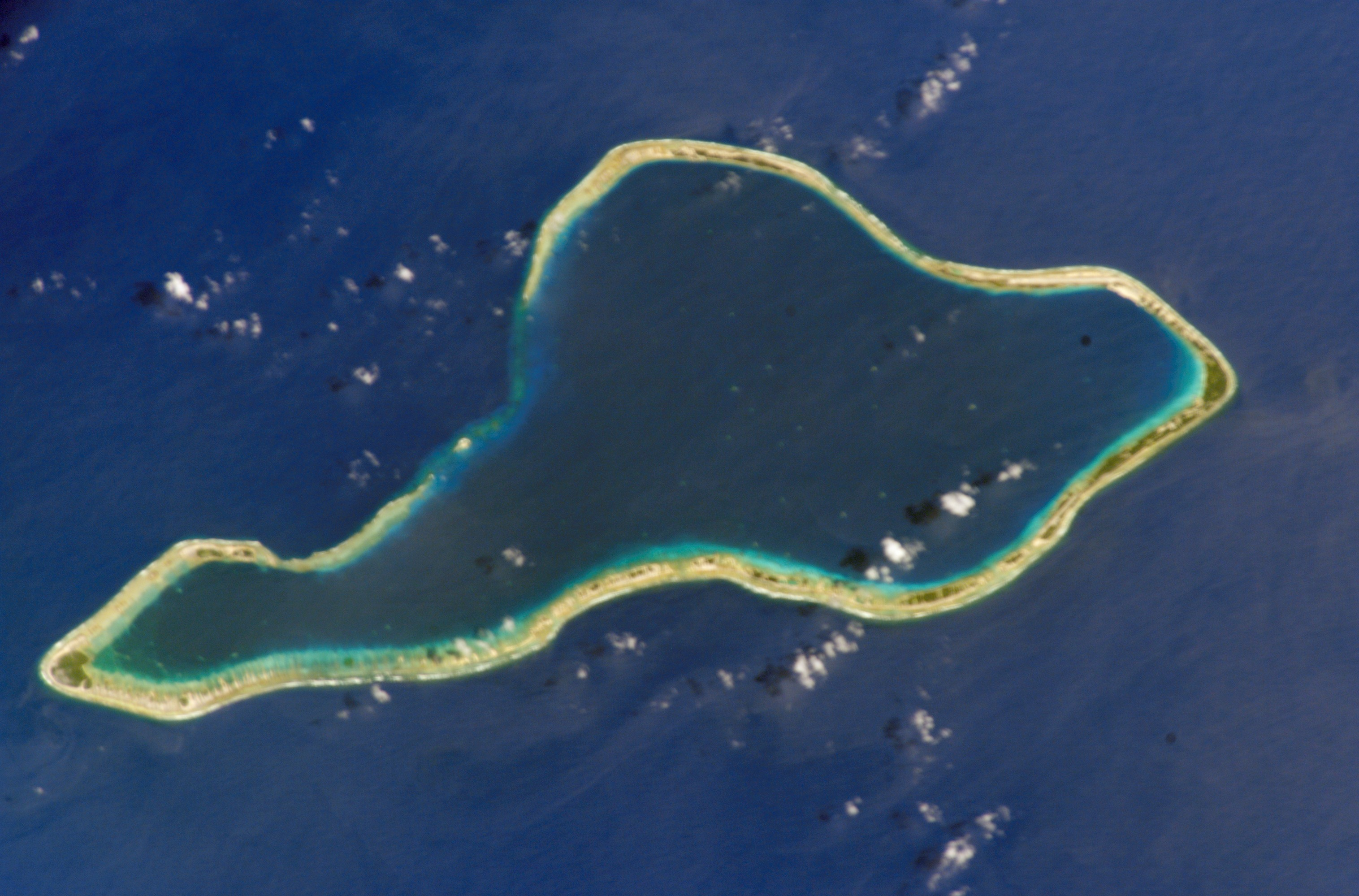
L'atoll de Moruroa.

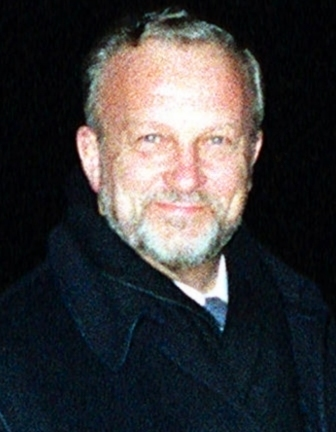
Le ministre français de la Défense, Charles Hernu.

### Lancement de l'opération
Les préparatifs ont commencé depuis déjà plusieurs semaines. L'agent de la DGSE Christine Cabon, alias Frédérique Bonlieu, lieutenant dans l'armée française qui a peut-être pris contact avec Greenpeace dans le cadre du projet de centrale nucléaire de Plogoff, a infiltré le groupe de militants d'Auckland en avril-mai 1985 pour apprendre la date de l'arrivée du Rainbow Warrior dans le port néo-zélandais. Trois équipes du service Action sont aussi dépêchées sur le terrain.
L'opération se déroule le 10 juillet 1985. Le matériel est transféré par trois nageurs de combat d'une camionnette de location utilisée par deux agents appelés les « époux Turenge » (le commandant Alain Mafart et la capitaine Dominique Prieur) dans un canot pneumatique. Le pilote est Gérard Royal (frère de Ségolène Royal), les deux autres militaires sont Jean Camas et Jean-Luc Kister. Les nageurs plongent et collent sous la coque du Rainbow Warrior deux mines limpet reliées entre elles et devant exploser à cinq minutes d'intervalle. La première, de 5 kilos, placée contre le safran, est de faible puissance pour provoquer le sauve-qui-peut et l'évacuation du navire (douze personnes au total, dont le capitaine). La seconde, de 15 kilos, est placée près de la salle des machines pour envoyer le navire par le fond. À 23 h 48, la première explosion retentit. L'équipage quitte le navire qui prend l'eau, mais le photographe néerlandais d'origine portugaise Fernando Pereira, qui devait prendre des photos, descend dans sa cabine pour récupérer ses équipements photographiques. À la seconde explosion à 23 h 51, il meurt piégé à l'intérieur.

### Arrestation des faux époux Turenge
Les « époux Turenge » sont facilement arrêtés par la police néo-zélandaise d'Auckland à cause de la camionnette qu'ils ont louée pour récupérer les plongeurs chargés de placer les explosifs. Un concours de circonstances fait que, un certain nombre de cambriolages ayant précédemment eu lieu sur le port, un vigile, placé là en surveillance, repère leur véhicule qui attend les plongeurs dans un coin discret. Le vigile note le numéro d'immatriculation, ce qui permet à la police de les retrouver rapidement lors de son enquête. Ainsi, le 12 juillet à 9 h du matin, la police néo-zélandaise les interpelle à l'aéroport d'Auckland lorsqu'ils rendent leur Toyota HiAce à l'agence de location. Ils se font passer pour deux touristes suisses : les « époux Turenge ». Restant à la disposition de la police, ils sont logés dans un hôtel, mais commettent l'erreur de passer un appel téléphonique international à un numéro secret de secours de la DGSE qui mène à une ligne téléphonique du ministère de la Défense. Méfiant, le surintendant Alan Galbraith, chef de la Criminal Investigation Branch envoie deux télex, l'un à Londres, l'autre à Berne. La réponse arrive le 14 juillet : ces passeports sont des faux. Le lendemain, ils sont arrêtés. La presse néo-zélandaise commence à mettre en cause les services spéciaux français.
Les deux agents sont inculpés le 23 juillet pour « meurtre, incendie volontaire et association de malfaiteurs ». Le Premier ministre néo-zélandais, David Lange, accuse des « éléments étrangers » d'avoir pris part à l'attentat, visant implicitement la France. Le 26 juillet, la justice néo-zélandaise lance un mandat d'arrêt international contre l'agent de la DGSE Christine Cabon et contre les passagers du voilier Ouvéa (les adjudants-chefs Roland Verge, Gérald Andriès, Jean-Michel Barcelo et le médecin Xavier Maniguet), qui ont levé l'ancre à Auckland la veille du sabotage et ont été récupérés en mer par le sous-marin nucléaire Rubis après avoir coulé leur voilier.
Les deux agents sont tout d'abord incarcérés à la prison de Mount Eden à Auckland,. Dominique Prieur est par la suite transférée à la prison pour femmes de Christchurch (en), tandis qu'Alain Mafart reste à Auckland mais est transféré à la prison de Paramoremo dans l'attente de leur procès,, .

## Conséquences

### Conséquences médiatiques
Dans un premier temps, les autorités françaises tentent de manipuler les médias en multipliant les écrans de fumée. Les ondes et la presse diffusent une litanie de fausses pistes : agents provocateurs, services secrets britanniques ou russes, militants d'extrême droite, agents de renseignement calédoniens loyalistes, etc.
Afin de calmer les médias, Pierre Joxe, alors ministre de l'Intérieur, décide de lancer une enquête de police et organise la fuite des informations vers la presse. Ces fuites permettent à l'enquête néo-zélandaise de progresser très rapidement et déclenchent un important scandale médiatique. Selon les participants de l'opération, le but de Pierre Joxe aurait été de se débarrasser de Charles Hernu, ministre de la Défense, alors proche de Mitterrand et rival politique au sein du gouvernement. La concurrence politique entre ces deux ministres socialistes coïncide en outre avec l'antagonisme ancien opposant les militaires de la DGSE aux fonctionnaires de police du ministère de l'intérieur .
Alors que Charles Hernu nie toujours toute implication de la DGSE, l'imminence de la publication de documents compromettants décide François Mitterrand à commander le 6 août au conseiller d'État Bernard Tricot un rapport qui puisse être diffusé dans la presse pour calmer la situation. Remis le 26 août, il blanchit la DGSE, suscitant même les doutes du Premier ministre Laurent Fabius, qui a déclaré ne pas avoir été mis au courant de l'opération, laquelle relève du « domaine réservé » présidentiel. Laurent Fabius fait une déclaration de presse où il nie toute implication du gouvernement.
Après la révélation, le 17 septembre dans le quotidien Le Monde, par les journalistes Edwy Plenel et Bertrand Le Gendre, de l'existence d'une troisième équipe, alors que la défense de la France s'appuyait sur l'impossibilité pour les faux époux Turenge et les hommes de l'Ouvéa d'avoir commis l'attentat, le scandale rebondit. Jean Bothorel (alors éditorialiste du Figaro) dit disposer d'« informations recoupées aux meilleures sources » et affirme que la « troisième équipe » de nageurs de combat est « une totale invention ». Il accuse la police judiciaire française d'un « acharnement « à mouiller » la DGSE [qui] ressemble à une trahison », qu'il compare à celle de la collaboration de la police française avec l'occupant nazi durant la seconde guerre mondiale.
Le 22 septembre, Laurent Fabius finit par admettre à la télévision que les services secrets français ont mené l'attaque du Rainbow Warrior.
Vingt-et-un ans plus tard, le 29 septembre 2006, un des frères de Ségolène Royal, Antoine Royal, déclare à la presse que son frère Gérard Royal se serait vanté d'avoir lui-même posé la bombe, ce que l'intéressé a refusé de confirmer. Le Premier ministre néo-zélandais exclut alors toute nouvelle action concernant le Rainbow Warrior compte tenu des engagements internationaux pris depuis, notamment en 1991, entre la France et la Nouvelle-Zélande.

### Conséquences politiques
Le surlendemain des révélations parues dans Le Monde, le président de la République réclame à son Premier ministre des sanctions. Le 20 septembre, le ministre de la Défense Charles Hernu démissionne — Paul Quilès lui succède — et l'amiral Pierre Lacoste, patron de la DGSE, est limogé. Ce dernier est remplacé lors du Conseil des ministres du 26 septembre par le général René Imbot. Est alors créée la « cellule Alpha », une entité chargée d'éliminer des personnes et qui fonctionne de manière clandestine au sein même du service Action de la DGSE.
Pierre Siramy, ancien cadre de la DGSE, analyse l'affaire Greenpeace comme un choc traumatique au sein du service de renseignement français, qui le dissuade les années suivantes de mener des opérations mal préparées.
L'affaire entraîne également une crise dans les relations entre la France et la Nouvelle-Zélande. La France ayant abrogé en 1974 sa déclaration de juridiction obligatoire de la Cour internationale de justice, l'affaire n'est pas traitée par celle-ci. Les deux parties font appel au secrétaire général de l'ONU (alors le Péruvien Javier Pérez de Cuéllar) en lui demandant de rendre une décision contraignante pour les deux parties, ce qu'il fait un an après l'attentat, en juillet 1986. La décision accorde une double réparation à la Nouvelle-Zélande : d'abord, une satisfaction sous la forme d'excuses officielles de la France, ensuite, une réparation de sept millions de dollars de dommages et intérêts. Le 9 juillet, trois accords sous forme d'échanges de lettres sont signés pour régler le problème. Conformément à ces accords, les deux agents français — les faux époux Turenge, le commandant Mafart et le capitaine Prieur — sont transférés sur l'île d'Hao en Polynésie française avec interdiction de revenir en métropole avant trois ans. Mais l'année suivante, le 14 décembre 1987, le Premier ministre Jacques Chirac fait rapatrier, pour raisons médicales, le chef de bataillon Mafart, qui est suivi quelques mois plus tard, le 6 mai 1988, du capitaine Dominique Maire (épouse Prieur), enceinte après que son mari, lui aussi officier, a été muté sur l'île. La Nouvelle-Zélande porte alors l'affaire devant un tribunal arbitral. Les relations entre les deux pays vont rester tendues quelques années. En 1987, la France verse 8,16 millions de dollars d'indemnités à Greenpeace.
La France avait notamment tenté de faire pression sur la Nouvelle-Zélande en mettant en jeu le commerce de celle-ci avec l'Union européenne. Les autorités françaises l'ont nié, mais Geoffrey Palmer, qui a participé à l'époque aux négociations en tant que vice-Premier ministre néo-zélandais, le confirme dans un article de 2012 : « La France menaçait de remettre en question les exportations de la Nouvelle-Zélande en Europe. » Celui-ci dévoile aussi dans cet article que « la plupart des éléments de la décision contraignante [du secrétaire général des Nations unies] avaient été secrètement négociés en Suisse entre la Nouvelle-Zélande et la France. » Ainsi, la décision contraignante du 6 juillet 1986 prononcée par le secrétaire général des Nations unies comprenait une section « Enjeux commerciaux » (Trade issues), où il était notamment précisé que la France ne devait pas « prendre de mesures qui pourraient porter atteinte à l'exécution de l'accord entre la Nouvelle-Zélande et la Communauté économique européenne sur le commerce des viandes de mouton, d'agneau et de chèvre, entré en vigueur le 20 octobre 1980 (tel que complété par l'échange de lettres du 12 juillet 1984) ».
Autre conséquence de l'affaire, le service secret des Pays-Bas BVD a interrompu sa liaison avec la DGSE, le Rainbow Warrior étant un navire battant pavillon néerlandais. La coopération sera rétablie par le directeur du BVD Arthur Docters van Leeuwen au début des années 1990.

### Procès
Le 4 novembre 1985, quatre mois après l'attentat, le commandant Alain Mafart et la capitaine Dominique Prieur comparaissent devant la cour de justice d'Auckland pour les premières auditions. Défendus par l'avocat français Daniel Soulez Larivière, qui a évité in extremis un « coup tordu » en préparation pour les faire évader, ils plaident coupables d'homicide involontaire. Le 22 novembre, ils sont condamnés à dix ans de prison. Après négociation entre les États français et néo-zélandais, ils sont transférés en juillet 1986 sur l'atoll de Hao en Polynésie française et affectés au 5e régiment étranger pour un emploi dans l'administration. Le gouvernement Chirac exerce des menaces (contingentement des ventes de beurre néo-zélandais à la Communauté européenne) et prend des mesures de rétorsion économique (tracasseries douanières sur la laine, suspension d'achats de moutons néo-zélandais) pour débloquer cette négociation.
Le procès a été filmé malgré l'opposition des Français, puis a été diffusé sur une chaîne nationale à partir du 26 novembre 2006. Les agents français ont été déboutés par les juridictions néo-zélandaises de leur opposition à la diffusion de la vidéo du procès,,,.
Retraité de l'armée française le 30 décembre 1994 avec le grade de colonel, Alain Mafart est devenu photographe animalier. Colonel de réserve en 2008, Dominique Prieur a été directrice des ressources humaines par intérim — pendant huit mois — de la brigade de sapeurs-pompiers de Paris sous le nom de Maire, son nom de naissance. Le 6 septembre 2015, le colonel Jean-Luc Kister, le militaire ayant dirigé les nageurs de combat qui ont posé les charges explosives sous la coque du bateau, accorde un entretien à Mediapart et à Television New Zealand au cours duquel, notamment, il exprime ses « profonds regrets et excuses ».

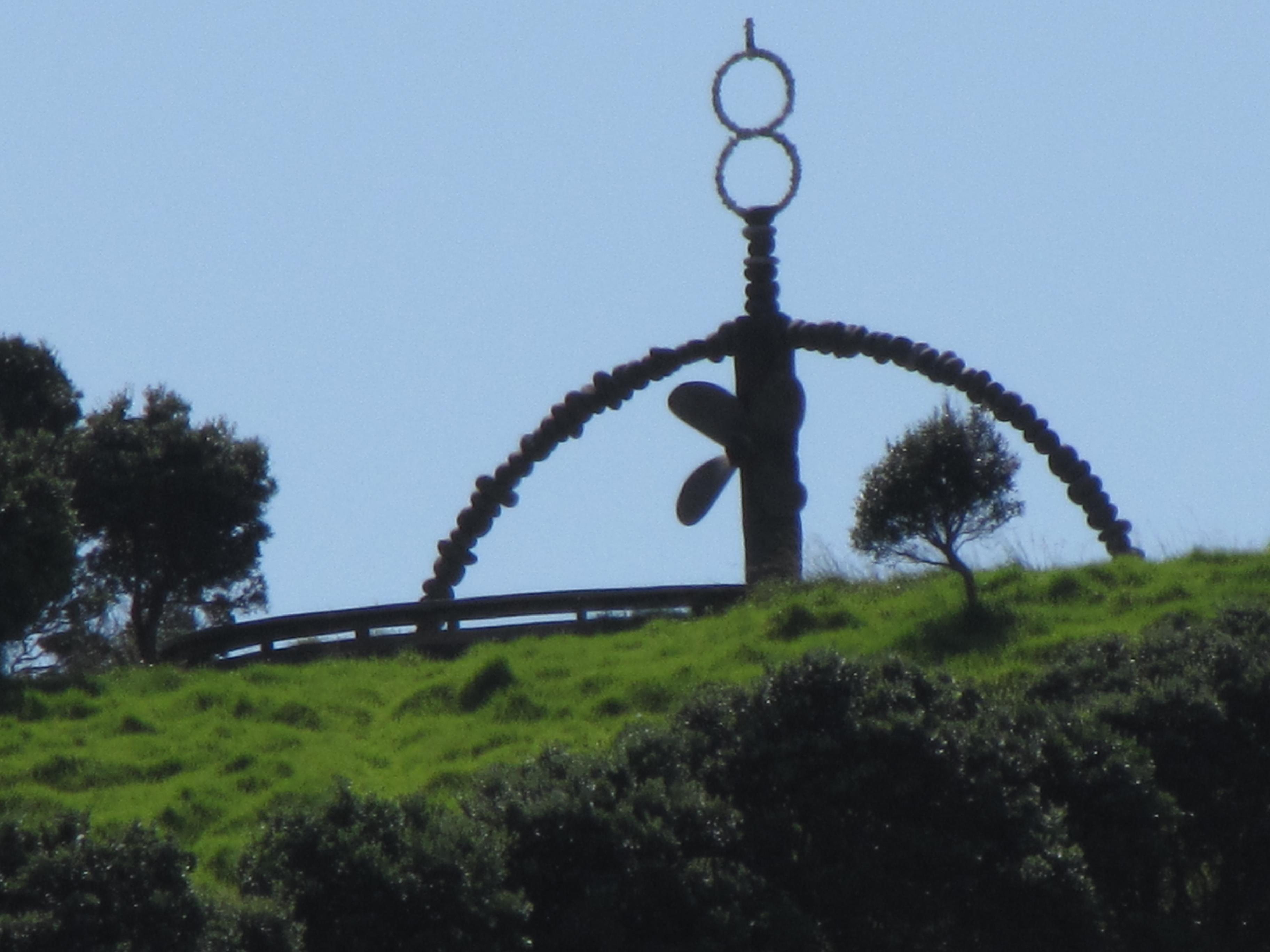
Mémorial du Rainbow Warrior, à Matauri Bay dans la région de Northland, en Nouvelle-Zélande.

Après renflouement, l'épave du Rainbow Warrior a été remorquée et coulée au large de Matauri Bay, où elle est devenue un site apprécié par les plongeurs sous-marins.